# انگرزن
انگرزن (به آلمانی: Engersen) یک منطقهٔ مسکونی در آلمان است که در کالبه (میلده) واقع شده‌است. انگرزن ۵۴۸ نفر جمعیت دارد.